# Cáseda
Cáseda (en basque Kaseda) est une ville et une municipalité de la Navarre dans le Nord de l'Espagne. 
Elle est située dans la zone non bascophone de la province et à 59,5 km de la capitale, Pampelune. Le castillan demeure la seule langue officielle alors que le basque n’a pas de statut officiel. Le secrétaire de mairie cumule aussi celui de Gallipienzo.

## Géographie
Caseda est situé dans une zone frontalière de la province de Saragosse. Elle fait partie de la mérindade de Sangüesa, proche de la ville d'Aibar et de Sos del Rey Católico.

## Localités limitrophes
Les localités navarraises aux limites de Cáseda sont Sangüesa, Aibar, Sada, Gallipienzo, Carcastillo et Peña. Dans la province de saragosse, les limites sont avec Sos del Rey Católico et Sofuentes.

## Démographie
| Évolution démographique                                | Évolution démographique | Évolution démographique | Évolution démographique | Évolution démographique | Évolution démographique | Évolution démographique | Évolution démographique | Évolution démographique | Évolution démographique | Évolution démographique |
| 1996                                                   | 1998                    | 1999                    | 2000                    | 2001                    | 2002                    | 2003                    | 2004                    | 2005                    | 2006                    | 2007                    |
| ------------------------------------------------------ | ----------------------- | ----------------------- | ----------------------- | ----------------------- | ----------------------- | ----------------------- | ----------------------- | ----------------------- | ----------------------- | ----------------------- |
| 1 078                                                  | 1 067                   | 1 061                   | 1 060                   | 1 067                   | 1 058                   | 1 060                   | 1 042                   | 1 037                   | 1 054                   | 1 093                   |
| Sources: Cáseda et instituto de estadística de navarra |                         |                         |                         |                         |                         |                         |                         |                         |                         |                         |

## Patrimoine

### Patrimoine civil
- Maison de la culture

### Patrimoine religieux
- Ermitage de San Zoilo
- Ermitage du Calvaire
- Paroisse Nuestra Señora de la asunción (Notre Dame de l'assomption)

## Personnalités
- Francisco Javier Sáenz de Oiza[2] (1918 - 2000). Récompensé par le prix du Prince des Asturies et architecte de l'Université publique de Navarre.

### Sources
- (es) Cet article est partiellement ou en totalité issu de l’article de Wikipédia en espagnol intitulé « Cáseda » (voir la liste des auteurs).